# Hughes Helicopters
Hughes Helicopters – amerykańskie przedsiębiorstwo będące w latach 50. do 80. XX w. głównym producentem  śmigłowców wojskowych i cywilnych.
Firma rozpoczęła działalność w 1947 jako jednostka Hughes Aircraft, a następnie była częścią Hughes Tool Company po 1955. W 1972 stała się Hughes Helicopter Division, Summa Corporation, a po śmierci Hughesa w 1981 została zreformowana jako Hughes Helicopters, Inc. Jednak w całej swojej historii firma była nieformalnie znana jako "Hughes Helicopters". Została sprzedana firmie McDonnell Douglas w 1984 i stała się spółką zależną pod nazwą McDonnell Douglas Helicopter Systems, która później została przemianowana na MD Helicopters, gdy McDonnell Douglas połączył się z Boeingiem.

## Historia
W 1947 Howard Hughes przestawił produkcję Hughes Aircraft Company z samolotów na helikoptery, których produkcja rozpoczęła się na dobre w 1948, kiedy producent helikopterów Kellett Autogiro Corporation sprzedał Hughesowi swój najnowszy nieukończony projekt "latający dźwig" Hughes XH-17 do produkcji. W trakcie i po ukończeniu budowy prototypu poznawano zasady budowania helikopterów i złożoność zasad latania nimi. W 1955 firma zaczęła budować lekkie helikoptery, kiedy Howard Hughes oddzielił jednostkę produkującą helikoptery od Hughes Aircraft Co. i połączył ją z Hughes Tool Co. jako Hughes Tool Co. Aircraft Division, koncentrując się na produkcji lekkich helikopterów.
Hughes Model 269 był pierwszym udanym projektem śmigłowca firmy. Zbudowany w 1956 i wprowadzony do produkcji w 1957, posłużył do zdobycia dużej części rynku komercyjnego dla Hughes. Ostatecznie stał się częścią wyposażenia armii jako podstawowy treningowy helikopter (TH-55 Osage). W maju 1965 firma wygrała kontrakt na nowy śmigłowiec obserwacyjny dla armii amerykańskiej i wyprodukowała OH-6 Cayuse (Hughes Model 369). OH-6 został później przekształcony w cywilny Model 500, którego warianty pozostają w produkcji do dziś.
W 1972 armia amerykańska ogłosiła zapytanie ofertowe (RFP) na zaawansowany śmigłowiec szturmowy (AAH). Z początkowej listy 5 producentów, Hughes Aircraft's Toolco Aircraft Division (później Hughes Helicopters) i Bell zostali wybrani jako finaliści. W 1975 Model 77/YAH-64 firmy Hughes został wybrany zamiast YAH-63 firmy Bell. Pierwszy lot prototypu rozwojowego miał miejsce w 1977i yosta@ w 1982 skierowana do produkcji seryjnej jako AH-64 Apache.
W 1983 pierwszy produkcyjny model AH-64 zjechał z linii produkcyjnej w nowym zakładzie firmy w Mesie w Arizonie. W tym samym roku firma została uhonorowana przez National Aeronautic Association prestiżową nagrodą Collier Trophy. Firma udzieliła również licencji Schweizer Aircraft Corporation na produkcję Modelu 300C.
W styczniu 1984 firma Hughes Helicopters, Inc. została sprzedana McDonnell Douglas przez Summa Corporation. McDonnell Douglas zapłacił za firmę 470 milionów dolarów i uczynił ją spółką zależną. Nazwa Hughes Helicopters została zmieniona na McDonnell Douglas Helicopter Systems w sierpniu 1984. Chociaż bezpośrednie powiązanie z Hughes Helicopters zostało zerwane, projekty śmigłowców stworzone przez Hughes Helicopters były nadal produkowane przez Boeing Rotorcraft Systems, MD Helicopters i Schweizer RSG.

### Śmigłowce
- Hughes XH-17
- Hughes 269
- Hughes OH-6 Cayuse
- Hughes 500
- Hughes XV-9(inne języki)
- Hughes AH-64 Apache
- Hughes 500 Defender
- Hughes MH-6 Little Bird